# Vicente Albán
Vicente Albán (Quito, 1725 - desconocido) fue un pintor neogranadino, miembro de la Escuela Quiteña, conocido por sus pinturas idealizadas de indígenas yumbo e hispanoamericanos en sus atuendos nativos.

## Vida y obra

### Origen familiar
No se sabe mucho acerca de la vida de Vicente Albán, salvo que pertenecía a una familia de pintores entre los que destacaba Francisco Albán. La referencia más importante acerca de su vida la dio Juan de Velasco:
Entre los modernos que eran muchos, conocí a varios que estaban en competencia y tenían sus partidarios protectores. Eran un maestro Vela, nativo de Cuenca; otro llamado el «Morlaco», nativo de la misma ciudad; un Maestro Oviedo, nacido en Ibarra; un indiano llamado el «Pincelillo» nativo de Riobamba; otro indiano joven nativo de Quito, llamado el «Apeles»; y un maestro Albán, nativo también de Quito. Varias pequeñas obras de este último y de otros modernos, cuyos nombres ignoro, llevadas por jesuitas, se ven actualmente en Italia, no diré con celos, pero sí con grande admiración, pareciendo increíble que puedan hacerse en América cosas tan perfectas y delicadas.
Algunas obras de Francisco Albán fueron llevadas a Europa, como fue la aparición de Nuestra Señora de Aránzazu. Sin embargo, de la Real Audiencia también existe evidencia de dos pintores más Antonio Albán, fraile mercedario y de Juan Albán. Sin embargo, lo más probable es que por la importancia que tuvo la Real Expedición Botánica del Nuevo Reino de Granada, los seis cuadros de Vicente Albán fueran las que acorde al estilo ilustrado de la época causarían más impresión.

### Resumen de sus obras
Junto a su hermano Francisco Albán pintó importantes lienzos con episodios de la Vida de San Pedro Nolasco. Estos fueron custodiados dentro del Claustro de la Recolección Mercedaria del Tejar, en la ciudad de Quito. Además años más tarde, en 1780 pintó un cuadro sobre la Crucifixión de Cristo junto con los personajes que formaron parte del hecho. En la actualidad este se encuentra dentro del Museo Jacinto Jijón y Caamaño de la Universidad Católica de Quito. Su carrera artística cambiaría radicalmente a partir de la Real Expedición Botánica del Nuevo Reino de Granada. En 1783 como muestra para el líder de la expedición José Celestino Mutis, pintaría seis cuadros que se enviaron a Madrid. Actualmente se encuentran en el Museo de América.
Para el historiador José María Vargas estos cuadros marcaron un hito dentro de la historia del arte de Ecuador puesto que antes de Vicente Albán, los pintores de la Escuela Quiteña se concentraban en temas religiosos para ser presentados en iglesias y conventos. Ahora el tema central era científico con el fin de formar parte de una expedición científica como tantas que se hicieron durante la ilustración en la monarquía española.
Por eso, los cuadros buscaban representan la figura y vestidos de personas de diversas clases sociales, tal como se puede observar en el título puesto al pie “Señora Principal, La Llapanga, India en traje de gala. Indio en traje de gala, Indio yumbo e Indio cargador”. Sin embargo además se ofrecen también representaciones de los productos de la naturaleza. Esto sirvió de ayuda para que Mutis clasifique las distintas muestras de flora de Bogotá, para lo cual se apoyó en pintores para su Gabinete de Trabajo.
Por último, Vicente Albán fue un gran retratista. En 1783 pintó al Obispo de Quito Blas Sobrino y Minayo.

### Galería

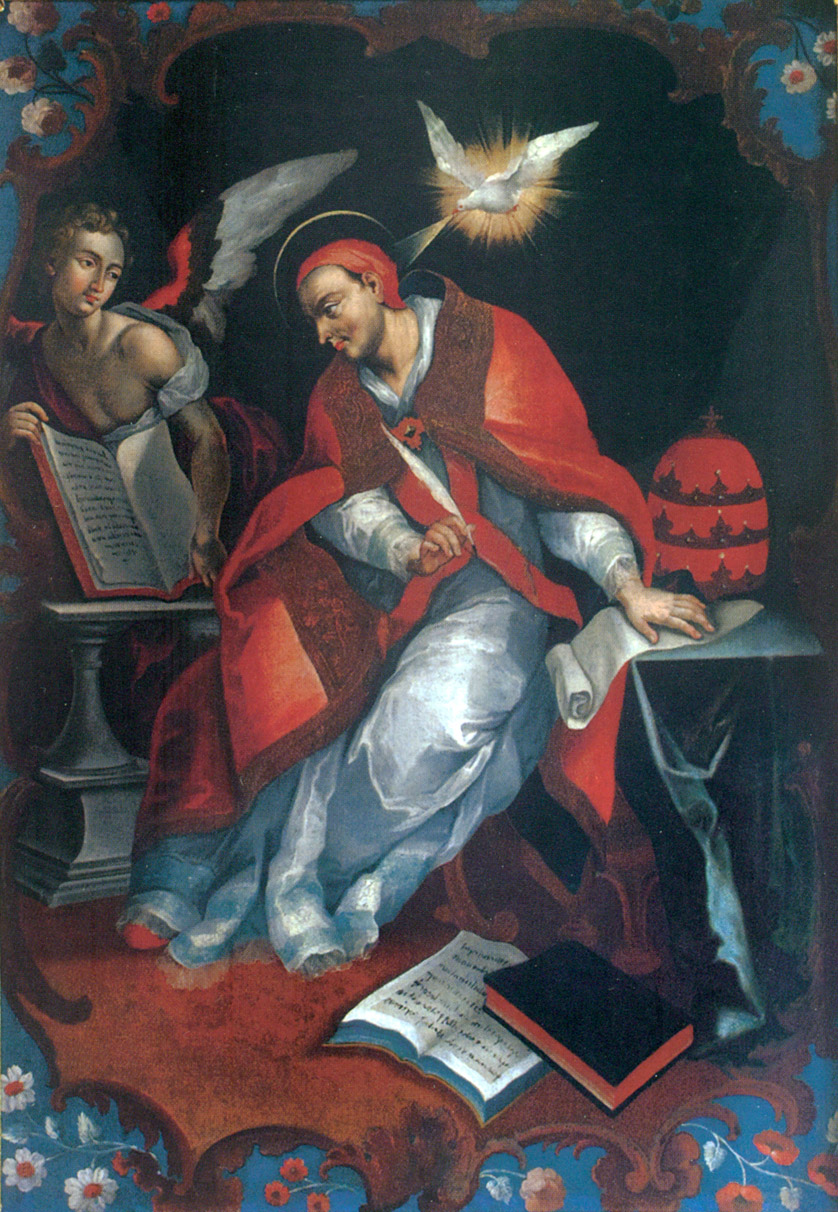
San Gregorio
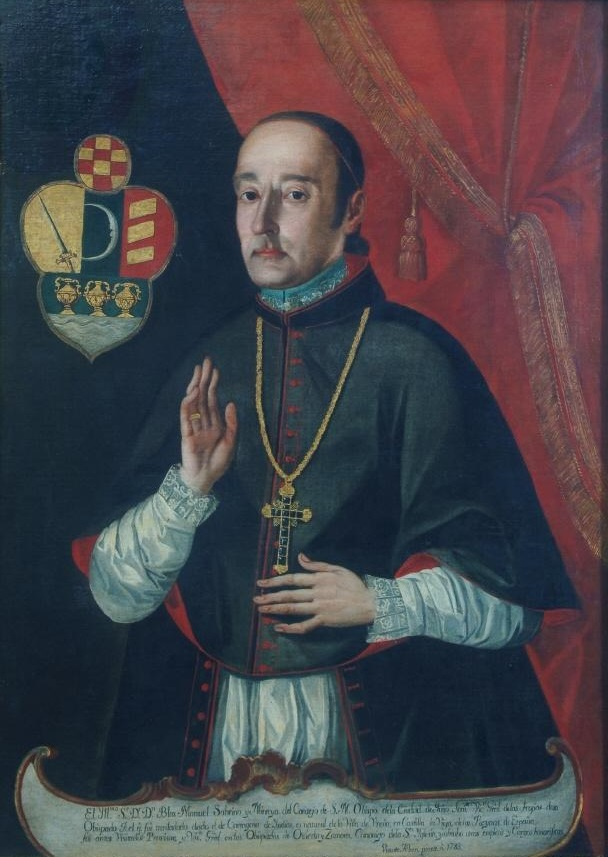
Retrato del Obispo de Quito Blas Sobrino
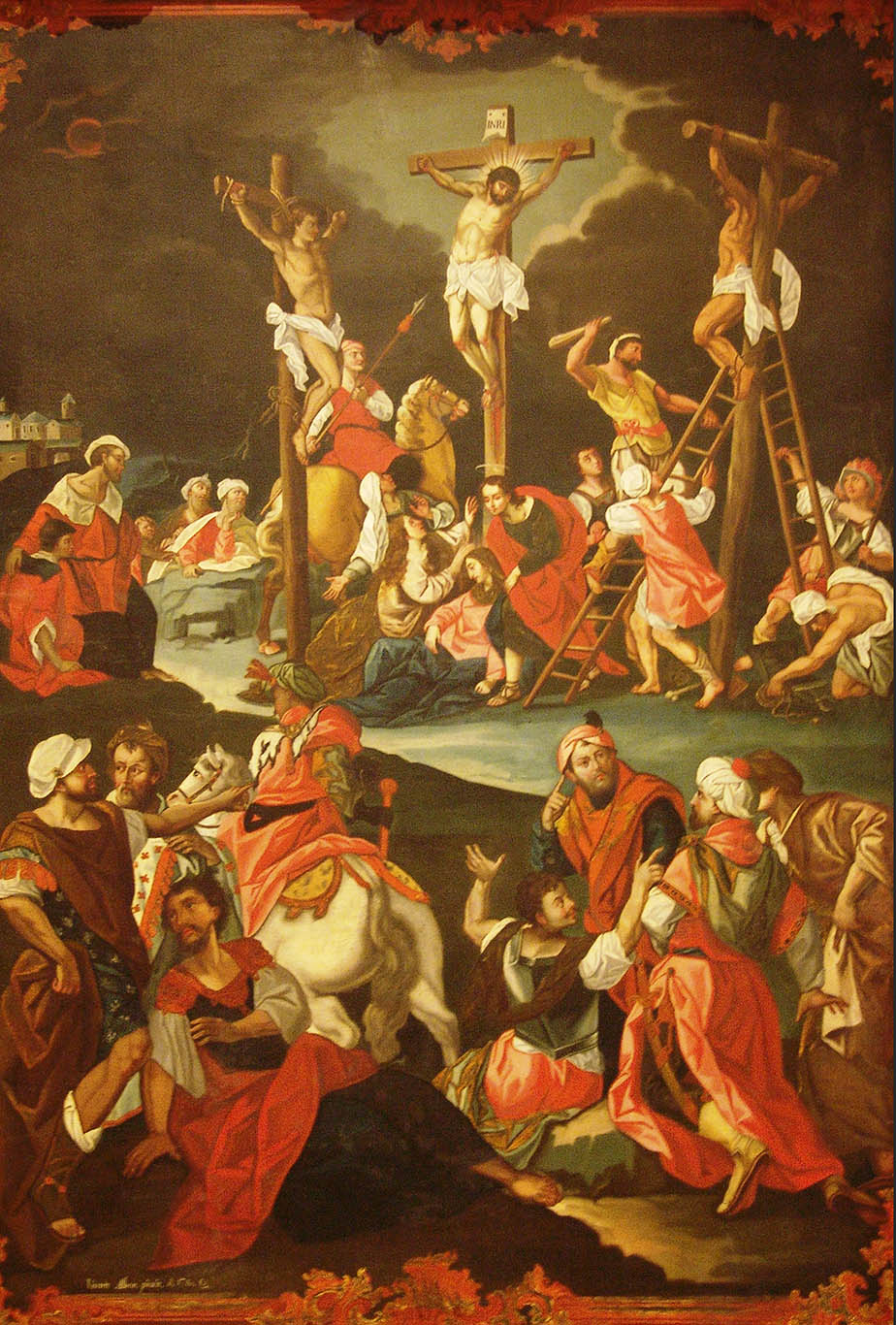
La Crucifixión
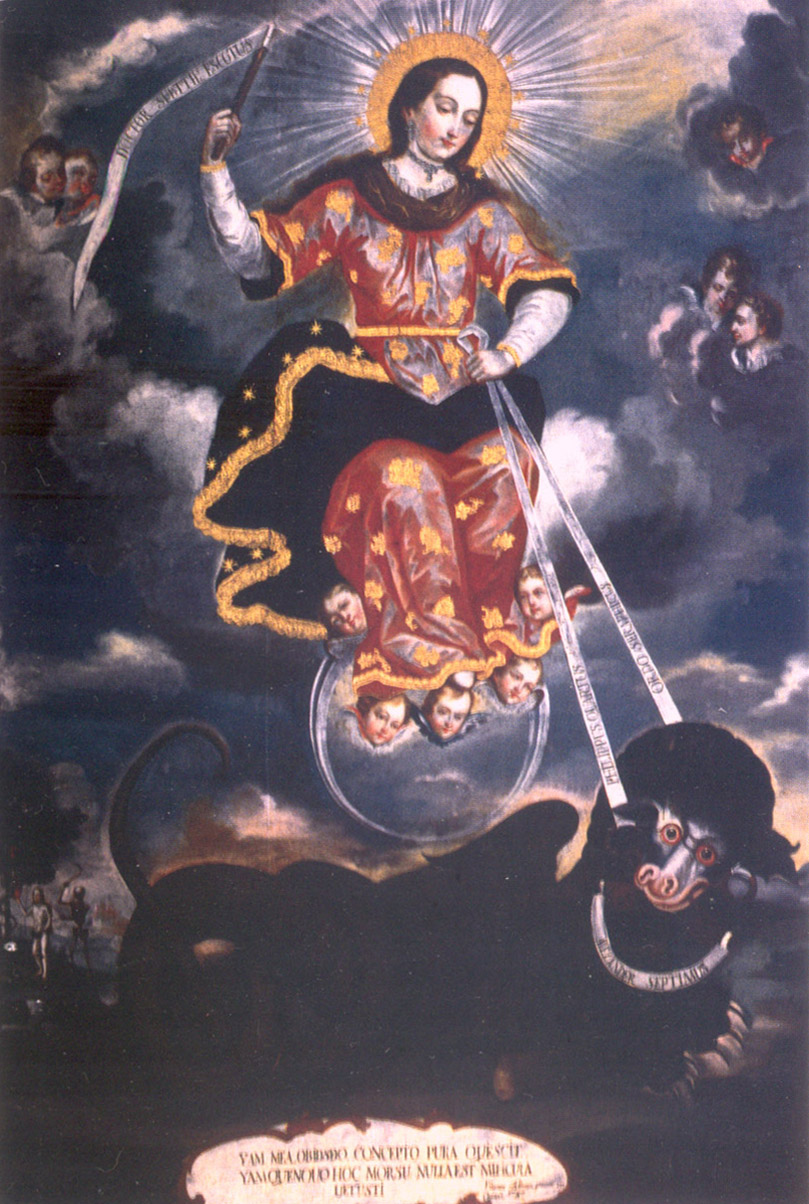
Virgen del Apocalipsis

## Serie de personajes y frutas
Albán realizó una serie de pinturas que muestran una variedad de clases sociales e información sobre la ropa de la época. Al explorar la cultura colonial hispanoamericana, su trabajo fue encargado por José Celestino Mutis, que quería traer la flora local a la mente del país. Las pinturas fueron creadas a través de una técnica de óleo sobre lienzo. Pinturas de esta época a menudo se usaban como un método para mostrar el territorio americano y los recursos que proporciona. Las personas que se muestran en el trabajo de Albán se mostraron con oro y plata para demostrar la riqueza del continente.
| Nombre (elemento principal) | Imagen | Elementos representados |
| --- | ------ | --- |
| Señora Principal con su negra esclava (1783; Museo de América, Madrid)                                                                                          |        | B. Árbol de Franadillas y su fruta C. Árbol del Níspero y su fruta. D. Fruta con nombre de Narangillas E. Palma de Cocos grandes. F. Árbol de Coquitos de chile. |
| Indio Principal de Quito con traje de gala (1783; Museo de América, Madrid)                                                                                     |        | B. Árbol de Guabas Machetonas y Berugillas. C. Fagsos Fruta y el modo como se enreda su rama. D. Árbol y fruta de las Guayabas E. Indio del Campo. |
| Yapanga de Quito con el traje que usa esta clase de mujeres que tratan de agradar (1783; Museo de América, Madrid)                                              |        | B. Árbol de Capulic, que es muy robusto y frondoso. C. Fruta de Capulic D. Chirimoyas enteras y abiertas, es fruta muy deliciosa. E. El árbol que produce las chirimoyas. F. Caymitos enteros y abiertos. G. Arbolito que produce las frutillas y son una especie de fresas como las de España, pero mucho más gruesas y dulces. |
| Indio Yumbo de las inmediaciones de Quito con sus trajes de plumas y colmillos de animal de caza que usan cuando están de gala (1783; Museo de América, Madrid) |        | B. Plátano, árbol de productos de la Costa de Guineos con su fruto y son los más delicados. C. Plátano, árbol que los produce llamados Dominicos que no son de tan delicado sabor como los primeros D. Árbol que produce las Lapaias y su fruta entera y abierta. Es saludable E. La Piña con su mata abierta y entera. Es fruta muy olorosa y gustosa. G. Arbolito que produce las frutillas y son una especie de fresas como las de España, pero mucho más gruesas y dulces. |
| India en traje de gala (1783; Museo de América, Madrid) |        | B. India de campo con su Paba Real. C. Árbol de Aguacates y su Fruta. D. Árbol de chilguacanes con su fruta entera y partida. E. Árbol de Chamburos con su fruta entera y abierta. F. Namey con sus ojas y Fruta abierta. |
| Indio Yumbo de Maynas con su carga (1783; Museo de América, Madrid)                                                                                             |        | B. Árbol de Pitahayas y su fruto. C. Árbol de Obo y su fruto. D. Árbol del Mamei con su fruta entera y abierta. E. Pájaro Predicador. F. Loro G. Monito comiendo guineo. H. Calabazas y frutas dentro de la carga |

## Exhibiciones notables
- Posesión del rey Carlos III de España[8][9]
- 1771 - Real Gabinete de Historia Natural (Madrid)
- 1815 - Museo de Ciencias Naturales (Madrid)[6]
- 1867 - Sección etnográfica del Museo Arqueológico Nacional (Madrid)
- 1941 - Museo de América (Madrid)
- 2018 - Museo Nacional del Ecuador (90 días luego regresó al Museo de América de Madrid)[10]